# Rajd Niemiec AvD 1959
Rajd Niemiec AvD 1959 (3. AvD/ADAC Deutschland Rallye) – 3. edycja rajdu samochodowego Rajd Niemiec AvD rozgrywanego w RFN. Rozgrywany był od 1 do 3 października 1959 roku. Była to jedenasta runda Rajdowych Mistrzostw Europy w roku 1959.

## Klasyfikacja rajdu
| Miejsce                | Kierowca               | Pilot                  | Samochód               | Czas                   | Strata                 |                        |
| Klasyfikacja generalna | Klasyfikacja generalna | Klasyfikacja generalna | Klasyfikacja generalna | Klasyfikacja generalna | Klasyfikacja generalna | Klasyfikacja generalna |
| ---------------------- | ---------------------- | ---------------------- | ---------------------- | ---------------------- | ---------------------- | ---------------------- |
| 1.                     | Erik Carlsson          | Karl Erik Svensson     | Saab 93 B              |                        | 0.0                    |                        |
| 2.                     | Pat Moss-Carlsson      | Ann Wisdom-Riley       | Austin-Healey 3000     |                        |                        |                        |
| 3.                     | Wolfgang Levy          | Otto Linzenburg        | Auto Union 1000        |                        |                        |                        |
| 4.                     | William Dodd           | Donald Delling         | Volvo PV 544           | 5                      |                        |                        |
| 5.                     | Heinz Umbach           | Karl Foitek            | Alfa Romeo             | 6                      | +1                     |                        |
| 6.                     | Paul Coltelloni        | Georges Houel          | Citroën ID 19          | 16                     | +11                    |                        |
| 7.                     | Roland Ott             | Wolfgang Schmitz       | Mercedes-Benz 190 W121 | 16                     | +11                    |                        |
| 8.                     | Egon Vomfell           | Hans Wencher           | Auto Union 1000        | 27                     | +22                    |                        |
| 9.                     | Peter Ruby             | Hans Schuler           | DKW F 91               | 27                     | +22                    |                        |
| 10.                    | Hans Falk              | Rudolf Knoll           | Auto Union 1000        |                        |                        |                        |
| Klasyfikacja ERC       |                        |                        |                        |                        |                        |                        |
| 1.                     | Erik Carlsson ?        | Karl Erik Svensson ?   | Saab 93 B ?            |                        | 0.0                    |                        |